# سكان غويانا الفرنسية

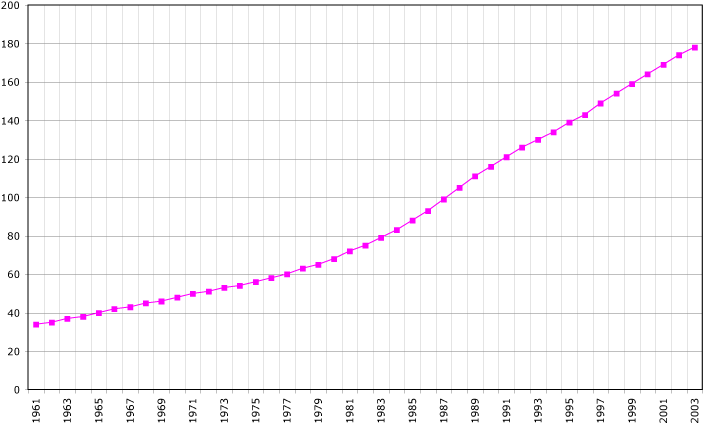

يبلغ عدد سكان غويانا الفرنسية 221.500 نسمة (إحصاء جانفي 2008)، من إثنيات مختلفة يعيش غالبيتهم على الشريط الساحلي للبلاد. في إحصاء عام 1999 وجد أن 54.4 % من سكان غويانا الفرنسية ولدوا فيها، 11.8 % ولدوا في فرنسا البلد الأم، 5.2 % ولدوا في أقاليم فرنسا الكاريبية (غوادلوب ومارتينيك) و 28.6 % ولدوا في بلاد أجنبية (أهمها البرازيل، سورينام وهايتي).
هذه قائمة بأبرز المواطنين والمقيمين في غويانا الفرنسية
- طارق عبد الواحد: لاعب كرة السلة فرنسي محترف.[3]
- ليون بيرتراند: سياسي فرنسي.[4]
- هنري شاريار: محكوم فرنسي هارب، سجن في وحول غويانا الفرنسية من 1933 حتي 1941.[5]
- ليون داماس: فرنكفوني وشاعر مشهور بتأثيره الواسع النطاق على الحركة الأدبية المعروفة باسم العبودية.
- جان كلود دارتشفيل: مهاجم كرة قدم الذي انتقل إلى نادي رينجرز من نادي بوردو صيف 2007.
- فيليكس إيبوي: مسؤول استعماري أسود من مواليد غويانا الفرنسية.
- مارك أونطوان فورتيني: مهاجم كرة قدم يلعب لنادي سيلتيك في غلاسكو، اسكتلندا.
- أنطوان كرم: نائب عن غويانا الفرنسية في مجلس الشيوخ الفرنسي.
- بيرنارد لاما: لاعب كرة قدم دولي فرنسي سابق.
- فلورينت مالودا: لاعب كرة قدم فرنسي دولي يلعب لنادي تشيلسي.
- ماليا ميتيلا: سباح فرنسي، رقم قياسي في بطولة كأس الأمم الأوروبية 2004 : 100م سباحة حرة
- غاستون مونيرفيل: محامي وسياسي فرنسي.
- جورج باسينت: سياسي فرنسي.
- سيريل ريجيس: لاعب نادي ويست بروميتش ألبيون وإنجلترا سابقا.
- هيكتور ريفيريز: سياسي فرنسي.
- هنري سلفادور: مغني شهير، واحد من مصادر الإلهام لحركة بوسا نوفا
- كريستيان طوبيرا: سياسية من حزب اليسار الراديكالي (فرنسا).